# Exposición Universal de Turín (1911)
La Espoxición Universal de Turín (nombre oficial completo: Exposición internacional de la industria y del trabajo de Turín, en tialiano: Esposizione internazionale dell'industria e del lavoro di Torino) fue una exposición universal celebrada en Turín (Italia) entre el 29 de abril y el 19 de noviembre de 1911. Se conmemoraba el cincuentenario de la unificación italiana y al tiempo también se celebraron exposiciones nacionales en Roma y Florencia.

## Proyectos
Turin 1911: The World's Fair in Italy recoge de manera sistemática los materiales archivísticos procedentes de archivos y colecciones públicas y privadas, proporcionando también reconstrucciones digitales 3D de algunos pabellones.